# تریوپس کانکریفرمیس
تریوپس کانکریفُرمیس (نام علمی: Triops cancriformis)، که با نام میگوی کله‌وزغی نیز شناخته می‌شود، نام یک گونه از راسته سپرمیگو است. این جانور را می‌توان یک فسیل زنده برشمرد که از گونه‌های سخت پوست آبزی در آب‌های شیرین جهان می‌باشد، این گونه جزو گونه‌های در معرض انقراض رده‌بندی شده‌است.
اندازه این گونه معمولاً تا ۶ سانتیمتر می‌باشد و در شرایط طبیعی تا ۱۱ سانتیمتر هم گزارش شده‌است. این گونه اواخر دوره کربنیفر و تریاس به علت تحمل بالای شرایط محیطیِ سخت از جمله درجه حرارتی حدی و اسیدیته ۶ تا ۱۰ بافت خاک، و خشکسالی‌های طولانی توانسته با تشکیل سیست (Cyst) مقاوم در زیر گل و لای و رسوبات خشک تالاب‌ها و پیکره‌های آب شیرین ادامه حیات دهد، و در صورت فراهم شدن شرایط زیست معمولی مجدداً ظرف مدت دو هفته ادامه مراحل رشد خود را تا مرحله بالینی از سر بگیرد؛ و دورهٔ عمرش تا ۹۰ روز ادامه داشته باشد. همچنین دامنه تحمل شرایط تخم سیست بعضاً به ده‌ها سال نیز می‌انجامد.
سنگوارهٔ زنده یا فسیل زنده یک اصطلاح علمی نبوده و اغلب توسط منابع خبری به کار می‌رود و به گونهٔ در حال حیاتی گفته می‌شود که ظاهری شبیه به یک گونهٔ فسیل‌شده داشته باشد؛ اگرچه خویشاوندی زیستی نزدیکی بین آن‌ها وجود نداشته باشد.

## تغذیه
این گونه لارو پشه‌ها، از جمله پشه آنوفل (که عامل بیماری مالاریا است) را شکار می‌کند، و همچنین علف‌های هرز را می‌خورد.